# 中村止
中村 止（なかむら とどむ、1892年〈明治25年〉8月15日 - 1972年〈昭和47年〉9月1日）は、日本の海軍軍人、政治家。熊本県水俣市長。最終階級は海軍中将。

## 来歴
熊本県出身。1913年、海軍機関学校卒業（22期）。1940年、海軍少将、佐世保海軍工廠航空機部長。1941年10月、第二十一航空廠長、12月、海軍航空技術廠飛行機部長。1943年9月、海軍航空本部第二部長。11月、兼第三部長、海軍中将。1944年6月、第二十一航空廠長。1945年11月、予備役となる。
戦後は公職追放となり、伊藤忠商事航空機部長、極東航空常務取締役、新光川航空副社長を歴任した。
1958年の水俣市長選挙に立候補し、現職の橋本彦七を破って当選する。市長在職中は当選した年に農村公衆電話の開通、市営プールの着工、新日本窒素（現在のチッソ）水俣工場の操業開始、上水道水源地の拡張工事が完成した。1959年には小学校の増築工事の開始、水俣消防署の開設。1960年には市役所新庁舎の完成、市制施行十周年の記念式典の開催、10月には国民体育大会の開催。1961年には上水道第二次拡張工事の着手、市営体育館の完成、市立中学校の開校が挙げられる。
1962年の選挙には健康上の理由で出馬しなかった。1972年、死去。